# Coppa delle Alpi 1962
La Coppa delle Alpi 1962 è stata la terza edizione del torneo a cui hanno partecipato le squadre dei campionati italiano, svizzero e (per la prima volta) francese.
La coppa è stata vinta dal Genoa, che ha sconfitto in finale il Grenoble grazie a una rete di testa di Pietro Natta, su corner di Amleto Frignani.

## Turno preliminare
| Squadra #1   | Squadra #2  | Andata | Ritorno |
| ------------ | ----------- | ------ | ------- |
| Genoa        | Bordeaux    | 3-1    | 2-1     |
| Chiasso      | Alessandria | 0-1    | 0-2     |
| Valenciennes | Monza       | 2-3    | 6-2     |
| Grenoble     | Sion        | 5-1    | 5-3     |

## Semifinali
| Squadra #1   | Squadra #2  | Risultato |
| ------------ | ----------- | --------- |
| Grenoble     | Alessandria | 1-0       |
| Valenciennes | Genoa       | 1-2       |

## Finale
| Genova 29 giugno 1962 | Genoa      | 1 – 0 | Grenoble |  |
| \| \| \| \| \| Natta 66’ \| Marcatori \| \| \| Da Pozzo Melloni Bruno Baveni Carlini Rivara Granella Grizzetti (Fracassa) Galli Natta Frignani \| Formazioni \| Abad Fossoud Mourier Desgranges Donnard Dereuddre (Hostache) Boulle Guillas Lewandowicz Novaro Van Rhijn \| |            | |          |  |
| |            | |          |  |
| Natta 66’ | Marcatori  | |          |  |
| Da Pozzo Melloni Bruno Baveni Carlini Rivara Granella Grizzetti (Fracassa) Galli Natta Frignani | Formazioni | Abad Fossoud Mourier Desgranges Donnard Dereuddre (Hostache) Boulle Guillas Lewandowicz Novaro Van Rhijn |          |  |